# Парламентские выборы в Того (1990)
Всеобщие выборы в Того состоялись 4 марта 1990 года, а в восьми округах проводился 2-й тур 18 марта. В стране существовала однопартийная система с единственной разрешённой партией Объединение тоголезского народа. 
В выборах участвовало 230 кандидатов от Объединения тоголезского народа, претендовавших на 77 мест Национального собрания. Явка составила 78,7%.

## Результаты
| Выбор                               | Голоса    | %    | Места | +/– |
| ----------------------------------- | --------- | ---- | ----- | --- |
| Объединение тоголезского народа     | 1 175 602 | 100  | 77    | 0   |
| Недействительных/пустых бюллетеней  | 22 152    | –    | –     | –   |
| Всего                               | 1 197 754 | 100  | 77    | 0   |
| Зарегистрированных избирателей/Явка | 1 522 491 | 78,7 | –     | –   |
| Источник: Nohlen et al.             |           |      |       |     |